# Еленор Рузвелт
Ана Еленор Рузвелт (енгл. Anna Eleanor Roosevelt; Њујорк, 11. октобар 1884 — Њујорк, 7. новембар 1962) била је америчка политичарка и хуманитарна радница. Била је борац за људска права и за равноправност црнаца и белаца. Она је била супруга председника САД Френклин Делано Рузвелта, односно прва дама САД од 1933. до 1945. године.
Еленор Рузвелт је рођена 11. октобра 1884. године у Њујорку као ћерка Елиота и Ане Рузвелт. Била је нећака потоњег председника САД Теодора Рузвелта. Имала је два рођена брата, Елиота млађег, Хала и полубрата Елиота Мана. Рузвелтова је одрастала одмалена у изобиљу, јер је њена породица била веома богата и моћна. Рано је остала без родитеља. Mајка јој је умрла када је имала осам година, а отац, алкохоличар, када је имала десет година.
У почетку Еленору су школовали приватни учитељи да би са петнаест година била послата на Академију Аленсвуд у Лондону у Енглеској. Године 1902, Еленора се враћа у Америку. Те исте године упознаје двадесетогодишњег Френклина Делана Рузвелта, свог даљег рођака. Наредне године на пријему у Белој кући, који је организовао њен стриц тадашњи председник САД Теодор Рузвелт, Еленора и Френклин су се почели зближавати. На послетку су Еленора и Френклин венчали 17. марта 1905. године, на Дан светог Патрика. У браку су имали шесторо деце.
Њихов брак је био скоро пред распадом 1918, када је Еленора сазнала да Френклин има љубавницу. Иако јој је било веома тешко да преко тога пређе Еленора није тражила развод брака како због деце тако и због Френклинове политичке каријере која је била у успону. Током 1920. године Еленора је постала утицајан члан Демократске странке. Те исте године Еленора је почела да предаје књижевност и Америчку историју на учитељској школи за девојчице у Њујорку. Године 1921, постала је члан разних удружења која су се борила за једнакост међу људима.
У августу 1921. године, њен муж Френклин је почео да оболева од дечје парализе. Али, захваљујући Еленориној подршци Френклин се вратио активном животу.
Дана 4. марта 1933. Еленора Рузвелт постала је прва дама САД, након што је њен супруг победио на изборима. Као ни једна прва дама пре ње Еленора је активно учествовала у пружању подршке америчком народу који је био погођен Великом депресијом. За време Другог светског рата учествовала је у организовању кампања које су имале за циљ прикупљања новца америчкој војсци. Често је обилазила и војне базе у којима би бодрила америчке војнике који су ишли у рат. Била је против одвођења америчких грађана, који су имали јапанско порекло у војне логоре, које је спровођено по наредби њеног мужа.
Након смрти свога мужа 12. априла 1945. Еленора је била позвана од стране новог председника САД Харија Трумана, да буде представник Америке у ОУН. Од априла 1946. године била је председник Одбора ОУН за права човека, на чијем челу је остала све до усвајања универзалне повеље људских права 10. децембра 1948. године. И након усвајања повеље Рузвелтова је остала да ради у Уједињеним нацијама све док на чело САД није ступио Двајт Ајзенхауер. Еленора је била поново активирана као један од представника САД у ОУН 1961. године када је на чело САД дошао Џон Кенеди. Међутим, Еленорино здравље се почело погоршавати и она је на послетку умрла 7. новембра 1962. године у Њујорку. Године 1999, она је била рангирана као девета међу првих десет особа Галупове листе највише обожаваних људи 20. века.

## Лични живот

### Младост
Ана Еленор Рузвелт је рођена 11. октобра 1884. године на Менхетну, у Њујорку, у породици Ане Ребеке Хол и Елиота Рузвелта. Од раног детињства више је волела да је зову својим средњим именом, Еленор. Преко оца је била нећака председника Теодора Рузвелта. Преко своје мајке, била је нећака тениских шампиона Валентине Гил „Вали” Хол III и Едварда Лудлов Хола. Мајка јој је дала надимак „бака“ јер се као дете понашала веома озбиљно. Ана је емотивно одбацила Елеонор и такође се донекле стидела наводне „једноставности“ своје ћерке.
Рузвелтова је имао два млађа брата: Елиота млађег и Хола. Такође је имала полубрата, Елиота Рузвелта Мана, преко очеве афере са Кејти Ман, слушкињом запосленом у породици. Рузвелтова је рођена у свету огромног богатства и привилегија, пошто је њена породица била део њујоршког високог друштва званог „свелс”.
Двогодишња Рузвелтова је 19. маја 1887. била на броду СС Британик са својим оцем, мајком и тетком Тиси, када се сударио са Вајт стар лајнером СС Келтик. Она је спуштена у чамац за спасавање, те су она и њени родитељи одведени на Келтик и враћени у Њујорк. После овог трауматичног догађаја, Елеонора се целог живота плашила бродова и мора.
Њена мајка је умрла од дифтерије 7. децембра 1892. године, а Елиот млађи је умро од исте болести следећег маја. Њен отац, алкохоличар затворен у санаторијуму, умро је 14. августа 1894. године након што је скочио са прозора током напада делириум тременса. Преживео је пад, али је умро од напада. Њени губици у детињству учинили су је склоном депресији током целог живота. Њен брат Хол је касније патио од алкохолизма. Пре него што јој је отац умро, он ју је преклињао да се опходи као мајка према Холу, и то је био захтев који је испуњавала до краја Холовог живота. Рузвелтова је обожавала Хола, а када се 1907. уписао у школу Гротон, она је ишла као његова пратиља. Док је похађао Гротон, писала му је скоро свакодневно, али је увек осећала осећај кривице што Хол није имао пуније детињство. Она је уживала у Холовом бриљантном наступу у школи и била је поносна на његова многа академска достигнућа, укључујући и магистратуру из инжењерства на Харварду.
Након смрти њених родитеља, Рузвелтова је одрасла у домаћинству своје баке по мајци, Мери Ливингстон Ладлоу Хол из породице Ливингстон у Тиволију, Њујорк. Као дете, била је несигурна и чезнула за наклоношћу, а себе је сматрала „ружним пачетом“. Међутим, Рузвелтова је са 14 година написала да нечији животни изгледи не зависе у потпуности од физичке лепоте: „ма колико жена била обична ако јој се истинитост и лојалност утисну на лице, све ће бити привучено њоме.“
Рузвелтова је била приватно подучавана и уз охрабрење своје тетке Ане „Бејми“ Рузвелт, са 15 година послата је на Аленсвуд академију, приватну завршну школу у Вимблдону, Лондон, Енглеска, где се школовала од 1899. до 1902. Директорка, Мари Сувестр, била је истакнута васпитачица која је настојала да негује независно мишљење код младих жена. Сувестр се посебно заинтересовала за Рузвелтову, коју је научила да течно говори француски и помогла јој да стекне самопоуздање. Рузвелтова и Сувестр су водиле преписку до марта 1905. године, када је Сувестр преминула, а након тога је Рузвелтова ставила њен портрет на свој радни сто и донела њена писма са собом. Рузвелтова рођака Корин Даглас Робинсон, чији се први мандат у Аленсвуду поклопио са последњим Рузвелтове, рекла је да је Рузвелтова, када је стигла у школу, била „'све' у школи. Сви су је волели.” Рузвелтова је желела да настави боравак у Аленсвуду, али ју је бака позвала кући 1902. да би дебитовала у друштву.
Са 17 година 1902. године, Рузвелтова је завршила своје формално образовање и вратила се у Сједињене Државе; представљена је на дебитантском балу у хотелу Волдорф-Асторија 14. децембра. Касније је имала своју „забаву пунолетства“. Једном је напоменула о свом дебију у јавној расправи: „Било је једноставно ужасно. Била је то прелепа забава, наравно, али ја сам била тако несрећна, јер се девојка која се представља тако јадно осећа ако не познаје све те младе људи. Наравно, ја са била толико дуго у иностранству да сам изгубила везу са свим девојкама које сам познавала у Њујорку.“
Рузвелтова је била активна у Њујоршкој јуниорској лиги убрзо након њеног оснивања, подучавајући плес и калистенику у сиротињским четвртима Ист Сајда. На ову организацију је Рузвелтовој скренула пажњу њена пријатељица, оснивачица организације Мери Хариман и један рођак који је критиковао групу због „увлачења младих жена у јавне активности“.
Рузвелтова је током целог живота била епископејка, редовно је посећивала службе и веома добро је познавала Нови завет. Др Харолд Иван Смит наводи да је она, „била веома јавно опредељена у погледу своје вере. У стотинама стубаца „Мог дана” и „Ако ме питаш” бавила се питањима вере, молитве и Библије.”